# Слово і зброя
«Слово і зброя» — антологія української поезії (1968) в художньому оформленні В. Ласовського, присвячена УПА. Упорядник і автор біографічних довідок Леонід Полтава.
Рубрики:
- «Передвісники створення збройної сили національної України» — вірші Б. -І. Антонича, В.Барки, Ю. Буряківця, О. Веретенченка, А. Гарасевича, С. Гординського, Й. Дудки, Б. Кравціва, Є. Маланюка, Л. Мосендза, О. Олеся, О. Ольжича, В. Пачовського, Олени Теліги, Ганни Черінь, В. Яніва та ін,
- «Слово поетів-упівців» — твори Марка Боєслава, П. Гетьманця, П. Євтушенка, Ю. Липи, І. Хміля, С. Хріна та безіменних авторів,
- «Вірші, поеми, збірки у виданнях крайового осередку пропаганди УПА та ОУН з 1945—50 на рідних землях» та «Українські поети за кордоном про УПА, її творців та національно-визвольну боротьбу» — твори О. Бабія, М. Вереса, О. Веретенченка, Р. Завадовича, Б.Нижанківського, Л.Полтави, М.Ситника, І. Калиненка, Оксани Киянки, Ю. Клена, Яра Славутича, О. Стефановича, Лесі Храпливої та ін.